# Trosteanka, Bilohirea
Trosteanka (în ucraineană Тростянка) este un sat în așezarea urbană Bilohirea din regiunea Hmelnîțkîi, Ucraina.

## Demografie
Componența lingvistică a localității Trosteanka
     Ucraineană (97,37%)
     Rusă (2,19%)
     Alte limbi (0,44%)
Conform recensământului din 2001, majoritatea populației localității Trosteanka era vorbitoare de ucraineană (97,37%), existând în minoritate și vorbitori de rusă (2,19%).